# Clock play
Le clock play est un tour (trick play célèbre du football américain, immortalisé dans ce qu'on appelle désormais le Fake Spike Game, joué le 27 novembre 1994. Le match de la National Football League (NFL) oppose les Dolphins de Miami et les Jets de New York pour l'un des renversements de situation les plus célèbres de l’histoire de la ligue. Le quarterback des Dolphins, Dan Marino, fait croire qu'il va jeter le ballon pour arrêter le chronomètre, mais fait une passe qui permet de marquer un touchdown décisif, donnant finalement la victoire à Miami (28–24).

## Résumé du match
Le match oppose les Dolphins, avec un bilan de 7-4 à ce moment de la saison, et les Jets qui ont une fiche de 6-5. Avant le match, les deux équipes mènent l'AFC East, mais les trois autres membres de la division sont à deux matchs de la tête de la division. Les Bills de Buffalo sont tombés à 6–6 à la suite d'une défaite lors du Thanksgiving Day contre les Lions de Détroit, tandis que les Patriots de la Nouvelle-Angleterre ont amorcé une série après des victoires sur les Vikings du Minnesota et les Chargers de San Diego et en sont à 5–6 face avant d'affronter leurs rivaux de division, les Colts d'Indianapolis (également 5-6) ce dimanche-là. Les Jets viennent de remporter une victoire au Minnesota alors que les Dolphins subissent des défaites consécutives contre les Bears de Chicago et les Steelers de  Pittsburgh.
Les Jets prennent l'avance 17–0 avant que les Dolphins ne réagissent avec une passe de touchdown de Dan Marino à Mark Ingram Sr. (en), mais ils ratent la tentative de conversion de deux points qui suit. Les Jets marquent à nouveau, un touchdown de Johnny Mitchell (en), avant que Marino ne retrouve Ingram, et cette fois, réussisse l'essai de conversion de deux points, avec une passe pour Irving Fryar. Dans le quatrième quart-temps, Boomer Esiason est intercepté pour la première fois ; cela aura pour conséquence une troisième passe de Marino à Ingram pour un TD. Un blitz de Tim Bowens force ensuite un fumble de Esiason, néanmoins récupéré par les Jets. O. J. McDuffie (en) lâche le ballon sur le punt des Jets qui suit cette action et les New Yorkais récupèrent l'ovale et avancent jusqu'à la ligne des 38 yards de Miami ou Esiasion est victime de sa deuxième interception, alors qu'il reste 6 minutes à jouer. L'interception reste sans conséquence pour les Jets, Miami étant forcé au punt mais, avec 2:34 à jouer, J. B. Brown (en) intercepte Esiason à nouveau.
Perdant 24-21 à 38 secondes de la fin, les Dolphins ont le ballon sur la ligne des 8 yards des Jets avec un seul temps mort. Courant vers la ligne de mêlée, Marino fait un signe de tête à Ingram et crie « Horloge! Horloge! Horloge! » et fait signe qu'il va jeter le ballon pour arrêter le chronomètre. La défense des Jets, anticipant un spike (en), se détend. Marino attrape le snap mais, au lieu de jeter la balle, il fait un pas en arrière, tandis qu'Ingram court vers le coin de la zone d'en-but vers le cornerback rookie des Jets, Aaron Glenn, qui s'est laissé duper. Alors que les Jets sont pris au dépourvu, Marino lance la passe sur un Ingram démarqué dans le coin droit de la zone des buts. Le jeu est importé à Miami plus tôt dans l'année par le quarterback réserve Bernie Kosar, et l'entraîneur des Dolphins, Don Shula, décide que le moment est bien choisi pour le jouer.
La victoire de 28 à 24 permet aux Dolphins d'avoir un bilan de 8 à 4 et, malgré des défaites postérieures contre les Bills de Buffalo et les Colts d'Indianapolis, ils terminent 10 à 6 et devancent les Patriots (également 10-6), qui remportent leurs sept derniers matchs, pour le titre de la division, le douzième de l’histoire de l’équipe. Les Dolphins battent les Chiefs de Kansas City lors du Wild Card Game 27-17, mais perdent lors du tour divisionnaire contre les Chargers de San Diego, 22-21.
Le retour est le 29e de la carrière de Marino et le 5econtre les Jets.

### Conséquences
Les Jets, quant à eux, tombent dans une spirale. L'entraîneur Pete Carroll qualifie la perte de « stupéfiante »,. Cela s'avère être plus que cela. Cette défaite est la deuxième consécutive des Jets en décembre. Ils ne gagneront pas un autre match pour le reste de la saison. Carroll est licencié après la saison, mais la chute des Jets se poursuit sous son successeur, Rich Kotite (en); ils ne gagnent que quatre matchs au cours des deux saisons de Kotite, dont un bilan de franchise de 1 à 15 en 1996.

## Arbitres
- Referee: Gary Lane (#120)
- Umpire: Bob Boylston (#101)
- Head Linesman: Sanford Rivers (#121)
- Line Judge: Jeff Bergman (#32)
- Back Judge: Bill Lovett (#98)
- Side Judge: Don Wedge (#28)
- Field Judge: Bobby Skelton (#73)